# Bernie Smith
Bernie Smith (Londra, 28 gennaio 1971) è un tastierista britannico, noto prevalentemente per la sua prolifica attività di turnista e per essere membro della band Electric Light Orchestra.

## Biografia
Inizia la sua attività suonando prevalentemente nei pub di Londra, sua città natale, all'inizio degli anni novanta. Nel corso degli anni ha collaborato con molti artisti, tra cui Patricia Kaas,   Spice Girls, Take That, Annie Lennox, Gary Barlow. Dal 2015 è membro della Electric Light Orchestra, con la quale ha inciso l'album From Out of Nowhere.

## Discografia

### Solista
- I'm Looking Over a Four Clove Leaf, 2012
- Happy Days Are Here Again, 2013
- Hello Dolly, 2015

### Con la Electric Light Orchestra
- 2019 - From Out of Nowhere